# Averøy
Averøy est une kommune de Norvège. Elle est située dans le comté de Møre og Romsdal.

## Géographie
Bruhagen est le centre administratif de la municipalité Averøy. Le village est situé sur le côté est de l'île de Averøy, environ à mi-chemin entre les villages de Bremsnes et Kvernes.